# Grecia en los Juegos Olímpicos de Calgary 1988
Grecia estuvo representada en los Juegos Olímpicos de Calgary 1988 por seis deportistas, cinco hombres y una mujer, que compitieron en dos deportes.
El portador de la bandera en la ceremonia de apertura fue el esquiador de fondo Thanasis Tsakiris. El equipo olímpico griego no obtuvo ninguna medalla en estos Juegos.